# Niemand de deur uit!
Niemand de deur uit! was een Nederlandse comedyserie bij RTL 4 geschreven door Hetty Heyting en geregisseerd door Leo van der Goot. Het eerste seizoen van de serie was gebaseerd op de Britse comedy Keep it in de family van Brian Cooke.
De serie was te zien was van 1992 tot en met 1995.

## Acteurs
- Cees Heyne - Wouter Prins  (#1)  (12 afleveringen, 1992-1993)[1]
- Louis Kockelmann - Wouter Prins  (#2)  (21 afleveringen, 1993-1995)
- Henriëtte Tol - Els Prins (33 afleveringen, 1992-1995) Trudy (1 aflevering, 1995)
- Natasja Goedemans - Susan Prins (33 afleveringen, 1992-1995)
- Marthe van der Noordaa - Debbie Prins (12 afleveringen, 1992-1993)[1]
- Rik Hoogendoorn - Wiebe Zijlstra (33 afleveringen, 1992-1995)

Terugkerende rollen:
- Ann Hasekamp - Margriet Prins (4 afleveringen, 1992-1994)
- Fedja van Huêt - Martijn van Slooten (5 afleveringen, 1992)
- Betje Koolhaas - Annechien Jakobs (4 afleveringen, 1992)
- Paul van Gorcum - Martin Langeveld (3 afleveringen, 1992)
- Waldemar Torenstra - Steven van Bussum (3 afleveringen, 1992-1993)
- IJsbrand van Eerdenburg - Berend Saucijs (2 afleveringen, 1992)

Gastrollen: 

Laus Steenbeeke, Koos van der Knaap, Hans Veerman, Wim Serlie, Maeve van der Steen, Jasper van Overbruggen, Bas Keijzer, David van Lunteren, Medina Schuurman, Vincent Moes, Alwien Tulner, Wouter Westgeest, Joss Fluhr, Michiel Kerbosch, Winston Rodriguez, Jeroen Spitzenberger, Truus te Selle, Chris Tates, Else Valk, Vastert van Aardenne, Christine van der Horst, Jimmy Geduld, Marthe Geke Bracht, Akkemay Marijnissen, Trins Snijders, Peter van Bokhorst, Ansje Beentjes, Hein Boele, Raymonde de Kuyper, Job Redelaar, Judith Thijssen, Leah Thys, Edmond Classen, Mattijn Hartemink, Erna Sassen, Elsje Scherjon, Henny van den Berg, Kirsten van Dissel, Esther Roord, Erik van 't Wout, Gwendolyn Verhulst, Bas Voets, Bart de Vries, Olaf Wijnants, Helmert Woudenberg, Ed Bauer, Annette Nijder, Carolien van den Berg, Bert van den Dool, Evert van der Meulen, Janine Veeren, Duck Jetten, Marjolein Keuning, Frits Lambrechts, Jaap Spijkers, Jennifer Willems, Sander de Heer, Tanneke Hartzuiker, Frédérique Huydts, Truus Dekker, Ferd Hugas e.v.a.

## Verhaal
Wouter Prins is striptekenaar, werkt aan huis en is getrouwd met Els, die een voltijdbaan buiten de deur heeft. Ze hebben twee dochters, Susan en Debbie. Zijn wekelijkse strip is gebaseerd op toen zijn dochters nog klein waren. Ze zijn nu 17 en 19 jaar en willen op zich zelf wonen. Wouter kan ze maar moeilijk loslaten en daarom verhuurt hij een deel van de bovenetage aan zijn dochters. Het andere deel wordt verhuurd aan Wiebe Zijlstra, de baas van Wouter.
Hij moet wekelijks zijn strippagina inleveren bij Wiebe Zijlstra van de Maribelle. Wouter is aartslui en heeft de pagina nooit af als Wiebe deze komt ophalen. Wiebe maakt zich dan kwaad maar kan niet tegen Wouter op, die zich er steeds met een smoes van afmaakt en hiermee door allerlei doldwaze situaties Wiebe tot wanhoop brengt en hij ongewild in allerlei vervelende situaties belandt.
Wiebe heeft echter een zwak voor zijn vrouw Els.